# Минкаилов, Эльбрус Салаудыевич
Эльбру́с Салауды́евич Минкаи́лов (13 мая 1955, Булаевский район, Северо-Казахстанская область — 11 мая 2023, Грозный) — чеченский журналист, писатель, переводчик, литературный критик, литературовед, главный редактор литературно-художественного журнала «Орга», член Союза писателей и Союза журналистов России, член Союза писателей и Союза журналистов Чечни, член Клуба писателей Кавказа. Заслуженный работник культуры Чеченской Республики.

## Биография
Родился 13 мая 1955 года в зерносовхозе «Чистовский» Булаевского района Северо-Казахстанской области Казахской ССР. В мае 1957 года семья вернулась в с. Кень-Юрт Грозненского района Чечено-Ингушской АССР. В 1972 году окончил среднюю школу. В 1979 году с отличием окончил отделение русско-вайнахской филологии филологического факультета ЧИГУ. После университета вернулся в родную школу и работал учителем в 1979—1980 годах. С ноября 1980 года преподавал в университете.
В 1981—1983 годах служил в Советской Армии. В 1983 году вернулся к преподавательской работе в университете, где работал на различных должностях до 2010 года. С 1980-х годов начал заниматься журналистикой и литературно-исследовательской деятельностью. С 1991 года — член редакционной коллегии журнала «Орга» с перерывами на две военные кампании в Чечне. В 2002 году стал редактором отдела прозы, а затем — заместителем главного редактора. С 2003 года по момент смерти занимал должность главного редактора журнала «Орга».
Скончался 11 мая 2023 года в Грозном.

## Литературная деятельность
Первые стихи написаны им ещё в школьные годы. Прозой стал заниматься в 1980-е годы. Но первый рассказ «Одна судьба» опубликован в журнале «Орга» только в 2003 году. Пишет на русском и чеченском языках. В начале двухтысячных годов написал две повести («В тумане» и «Как долог был этот путь») и более двадцати рассказов. Они опубликованы в районных и республиканских газетах, журналах «Орга», «Вайнах», «Нана». Рассказы Минкаилова опубликованы также в коллективных сборниках писателей Чечни и Северного Кавказа «Чеченский рассказ» (Грозный, 2006 год) и «Война длиною в жизнь» (Москва, 2007 год). В 2011 году вышла его книга прозы «На Тереке было половодье».
Опубликовал более шестидесяти исследований по вопросам истории и теории литературы, литературной критики, художественного перевода и фольклора. Некоторые из них вошли в книгу «О чеченской литературе и фольклоре» (2007).
Им переведены на русский повести Абузара Айдамирова «Один день судьбы», Арби Мамакаева «В родной аул», трагикомедия Мусы Ахмадова «Башня, построенная на льду», рассказы Мусы Бексултанова, М. Мутаева, а на чеченский — повесть Льва Толстого «Хаджи-Мурат», рассказы Важи-Пшавелы, Эффенди Капиева и других писателей.

## Награды
- Медаль «За заслуги перед Чеченской Республикой» (2011)[2];
- Почётный знак «За трудовое отличие» (2010)[3];
- Орден Магомета Мамакаева;
- Серебряная медаль Лермонтовского фонда «За личный вклад в развитие мира и стабильности»
- Медаль А. С. Грибоедова Московской городской организации писателей-переводчиков;

и другие.